# Jerald und Sandra Tanner
Jerald und Sandra Tanner waren US-amerikanische Mormonen-Kritiker.

## Leben
Jerald D. Tanner (1. Juni 1938 – 1. Oktober 2006) und Sandra Tanner (* 1941) wohnten seit langem im Bundesstaat Utah, USA und gehörten zu den wohl bekanntesten Kritikern der Kirche Jesu Christi der Heiligen der letzten Tage (Mormonen). Sie werden teilweise als professionelle Anti-Mormonen bezeichnet. Die Tanners wurden in die Kirche hineingeboren und wuchsen dementsprechend innerhalb der Kirche auf. Ihre Vorfahren waren seit mehreren Generationen Mitglieder der Kirche. Sandra Tanner ist ein Abkömmling Brigham Youngs.
Im Teenageralter, noch bevor sie einander kannten, begannen beide, den Ursprung der Kirche zu untersuchen. Als sie später zusammenkamen, setzten sie diese Arbeit gemeinsam fort. Eine Folge ihrer Untersuchungen war, dass beide die Kirche verließen und nach eigener Aussage „zum Christentum übertraten“.
Die Tanners gründeten das Unternehmen Modern Microfilm Co., im Jahr 1983 in eine gemeinnützige Organisation namens Utah Lighthouse Ministry umgewandelt, als deren Aufgabe sie es sehen, Ungereimtheiten der Lehre des Mormonismus aufzuzeigen sowie die Mormonentheologie mit der des konventionellen Christentums zu vergleichen. Seit der Erkrankung und dem Tod von Jerald betreibt Sandra Tanner das Unternehmen alleine.
Sowohl von Gelehrten innerhalb der Kirche Jesu Christi der Heiligen der Letzten Tage als auch von Außenstehenden wird den Tanners als größtes Verdienst angerechnet, dass sie zahlreiche, nur schwer zugängliche Dokumente aus der Frühzeit der Kirche der Öffentlichkeit zugänglich gemacht haben. Zu diesem Zweck hat ihr Unternehmen zahlreiche Nachdrucke und fotografische Reproduktionen auf den Markt gebracht. 
Zum Beispiel waren sie bereits im Jahre 1966 die ersten, die Kopien von Joseph Smiths „Ägyptischem Alphabet und Grammatik“ veröffentlichten. Diese sind heutzutage als Joseph Smith’s Egyptian Papers bekannt. Bis zur Veröffentlichung dieser Dokumente durch die Tanners war nur ein kleiner Teil der Heiligen der Letzten Tage darüber informiert, dass diese Dokumente überhaupt existieren, geschweige denn, dass innerhalb der Mormonenkirche überhaupt darüber gesprochen wurde. Die Veröffentlichungen des Ehepaares Tanner hat inzwischen auch unter den Mormonen eine Diskussion ausgelöst.
Andere wertvolle fotomechanische Reproduktionen beinhalten vollständige Ausgaben von frühen HLT-Veröffentlichungen beziehungsweise Zeitschriftensammlungen wie Messenger and Advocate, Times and Seasons und The Millenial Star. Bemerkenswert ist auch die Reproduktion der Ausgabe des Werkes A View of the Hebrews (1825) von Ethan Smith und Elder B. H. Roberts, das früher von Kritikern als Quelle für das Buch Mormon betrachtet wurde.
In der anti-mormonischen Szene stellt das Tanner-Buch Mormonism – Shadow or Reality ein Standardwerk dar und wird dort häufig zitiert. Aus mormonischer Sicht wurden zahlreiche fundierte Kritiken gerade dieses Werkes verfasst. Die Kritiker des Buches werfen den Verfassern vor, Zitate aus dem Zusammenhang zu reißen und häufig durch Auslassungen die Bedeutung von Zitaten in ihr Gegenteil zu verkehren. Außerdem wird ihnen vorgeworfen, Aussagen von Kirchenführern, die Privatmeinungen waren, als offizielle, kanonisierte Kirchenlehre darzustellen. Änderungen, die die Kirche in den kanonisierten Schriften vorgenommen hat, werden von den Tanners als wesentliche Veränderungen der Lehre, von Apologeten jedoch als meist marginale formale oder grammatikalische Varianten verstanden.